# 웨이양구 (시안시)

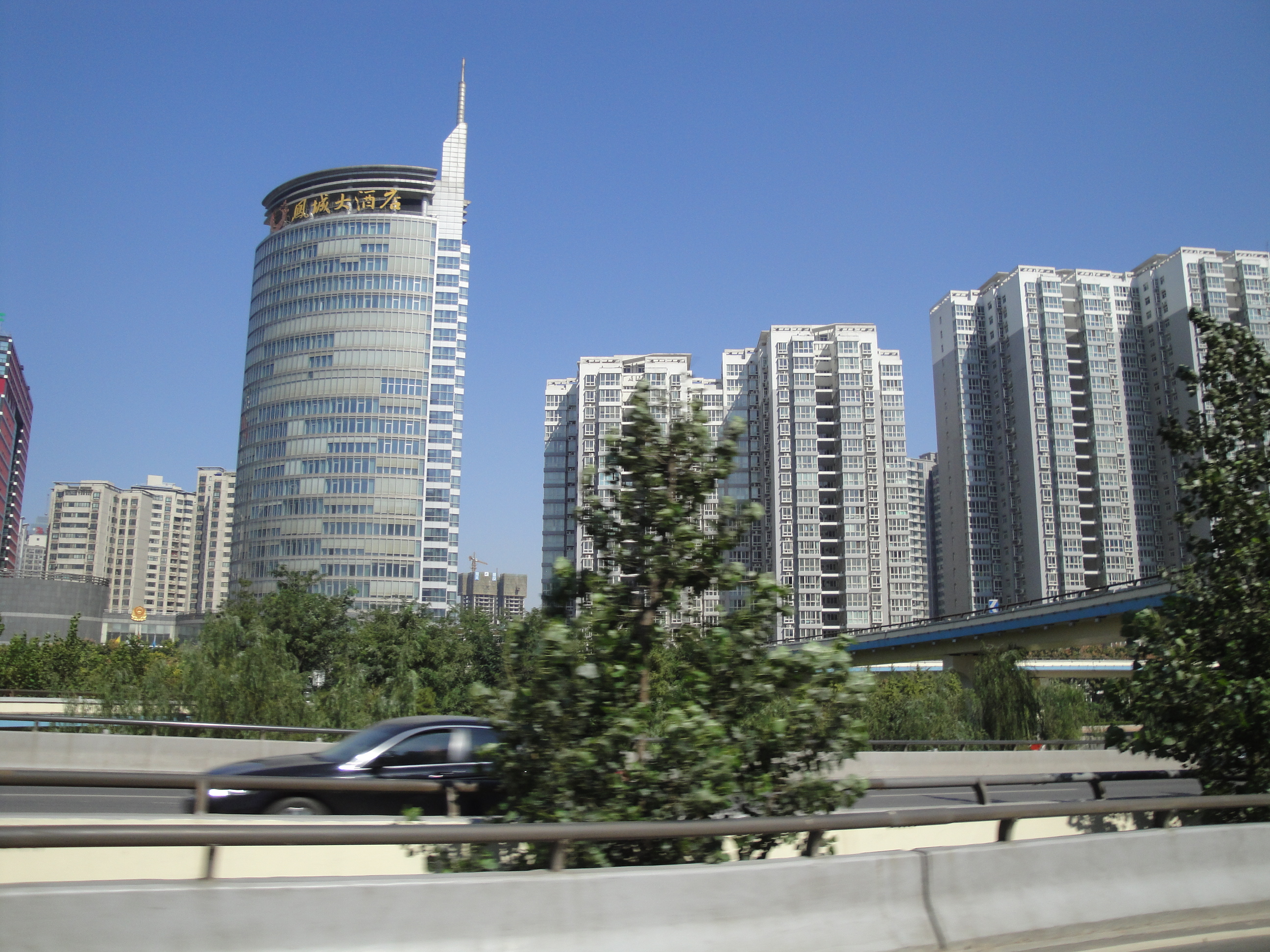

웨이양구(한국어: 미앙구, 중국어: 未央区, 병음: Wèiyāng Qū)는 중화인민공화국 산시성 시안시의 현급 행정구역이다. 넓이는 261km2이고, 인구는 2007년 기준으로 450,000명이다.

## 행정 구역
12개 가도를 관할한다.
- 가도: 张家堡街道, 三桥街道, 辛家庙街道, 徐家湾街道, 大明宫街道, 谭家街道, 草滩街道, 六村堡街道, 未央宫街道, 汉城街道.未央湖街道,建章路街道